# 78816 Caripito
78816 Caripito este un asteroid din centura principală de asteroizi.

## Descriere
78816 Caripito este un asteroid din centura principală de asteroizi. A fost descoperit pe 4 august 2003 la Needville de Joseph A. Dellinger. Asteroidul prezintă o orbită caracterizată de o semiaxă mare de 3,14 ua, o excentricitate de 0,23 și o înclinație de 5,6° în raport cu ecliptica.